# Poster Girl (Zara Larsson)
Poster Girl è il terzo album in studio della cantante svedese Zara Larsson, pubblicato il 5 marzo 2021 dalla TEN ed Epic.

## Promozione
Il primo estratto dall'album è stato il singolo Ruin My Life, pubblicato il 18 ottobre 2018, che si è posizionato nelle top twenty di vari mercati europei. Ad esso hanno fatto seguito Wow, che ha ricevuto un remix in collaborazione con Sabrina Carpenter, Love Me Land e Talk About Love con la partecipazione di Young Thug.

## Accoglienza
| Recensione           | Giudizio |
| -------------------- | -------- |
| AllMusic             |          |
| Clash                | 8/10     |
| musicOMH             |          |
| NME                  |          |
| Pitchfork            | 5,4/10   |
| The Independent      |          |
| The Line of Best Fit | 7/10     |

Poster Girl ha ottenuto recensioni perlopiù positive da parte della critica musicale. Su Metacritic, sito che assegna un punteggio normalizzato su 100 in base a critiche selezionate, l'album ha ottenuto un punteggio medio di 72 basato su nove critiche.

## Tracce
1. Love Me Land – 2:40 (Zara Larsson, Justin Tranter, Julia Michaels, Jason Gill)
2. Talk About Love (feat. Young Thug) – 3:19 (Amy Allen, Mike Sabath, Dewaine Whitmore Jr., Jeffery Lamar Williams)
3. Need Someone – 2:57 (Mattias Larsson, Robin Fredriksson, Noonie Bao, Sarah Aarons)
4. Right Here – 3:46 (Mattias Larsson, Robin Fredriksson, Justin Tranter, Julia Michaels)
5. Wow – 2:59 (Thomas Eriksen, Joakim Haukaas, Madison Love, Brittany Amaradio, Marshmello)
6. Poster Girl – 2:57 (Zara Larsson, Julia Michaels, Justin Tranter, Jonathan Wienner, Sam Homaee, David Pramik)
7. I Need Love – 3:02 (Fin Dow-Smith, Kamille, Joe Kearns)
8. Look What You've Done – 3:01 (Zara Larsson, Steve Mac, Kamille Purcell)
9. Ruin My Life – 3:10 (Brittany Amaradio, Michael Pollack, Jackson Foote, Stefan Johnson, Jordan K. Johnson, Jamie Sanderson)
10. Stick with You – 2:59 (Zara Larsson, Max Martin, Savan Kotecha, Ludvid Söderberg, Jakob Jerlström, Max Wolfgang)
11. FFF – 3:32 (Zara Larsson, Ian Kirkpatrick, Julia Michaels, Justin Tranter)
12. What Happens Here – 3:19 (Zara Larsson, Theron Thomas, Tommy Brown, Steven Franks, Anton Göransson)

Tracce bonus nell'edizione di Target
1. Famous – 3:36 (Sarah Aarons, Jason Evigan)
2. When I'm Not Around – 3:25 (Erik Hassle, Madison Love, Gladius James)

Tracce bonus nell'edizione giapponese
1. Don't Worry Bout Me – 3:28 (Zara Larsson, Tove Nilsson, Rami Yacoub, Linnea Södahl, Jerlström, Whitney Phillips, Söderberg)
2. All the Time – 3:48 (Zara Larsson, Linus Wiklund, Noonie Bao, Ilsey Juber)

### Summer Edition
Tracce bonus
1. Morning – 2:54 (Caroline Ailin, Emily Warren, Guy James Robin, Alexander Shuckburgh, Al Shux)
2. Last Summer – 2:54 (Rachel Keen, Fred Ball)
3. I Need Love (feat. First Aid Kit) (Live Version) – 3:20
4. Ruin My Life (Orchestral Version) – 4:43
5. Never Forget You (feat. Orchestra Sinfonica della Radio Svedese) (Orchestral Version) – 3:49
6. Right Here (Alok Remix) – 2:35

Traccia bonus dell'edizione svedese
1. Carola – Säg mig var du står (feat. Zara Larsson) – 3:25

Tracce bonus dell'edizione digitale
1. Morning (Billen Ted Remix) – 2:26
2. I Need Love (feat. Trevor Daniel) – 3:06

## Formazione
Musicisti
- Zara Larsson – voce
- Jason Gill – chitarra, basso, batteria, programmazione, percussioni, tastiera, corde (traccia 1)
- Young Thug – voce aggiuntiva (traccia 2)
- Bart Schoudel – editing vocale (traccia 2)
- Mattman & Robin – programmazione, batteria, percussioni, basso e sintetizzatore (tracce 3 e 4), pianoforte (traccia 3), marimba (traccia 4)
- Noonie Bao – cori (traccia 3)
- Sarah Aarons – cori (traccia 3)
- Julia Michaels – cori (traccia 4)
- Marshmello – strumentazione, programmazione, cori (traccia 5)
- Starsmith – sintetizzatore, pianoforte, programmazione batteria (traccia 7)
- Steve Mac – tastiera (traccia 8)
- John Parricelli – chitarra (traccia 8)
- Chris Laws – batteria (traccia 8)
- The Monsters & Strangerz – programmazione, strumentazione (traccia 9)
- Jackson Foote – programmazione, strumentazione (traccia 9)
- Michael Pollack – pianoforte (traccia 9)
- Brittany Amaradio – cori (traccia 9)
- A Strut – programmazione, batteria, basso, tastiera (traccia 10)
- Fatmax Gsus – chitarra (traccia 10)
- Max Martin – cori (traccia 10)

Produzione
- Julia Michaels – produzione esecutiva
- Justin Tranter – produzione esecutiva
- Jason Gill – produzione (tracce 1 e 6)
- Oliver Frid – produzione vocale (tracce 1, 8 e 12), registrazione vocale (traccia 5)
- Șerban Ghenea – missaggio (tracce 1-4, 6, 7 e 10)
- John Hanes – assistenza al missaggio (tracce 1, 3, 4, 6 e 10), ingegneria del suono (traccia 2)
- Michelle Mancini – mastering
- Mike Sabath – produzione (traccia 2)
- Jacob Richards – assistenza all'ingegneria del suono (traccia 2)
- Mike Seaberg – assistenza all'ingegneria del suono (traccia 2)
- DJ Riggins – assistenza all'ingegneria del suono (traccia 2)
- Mattman & Robin – produzione, ingegneria vocale (tracce 3 e 4)
- Bart Schoudel – produzione vocale e ingegneria vocale (traccia 3), registrazione (traccia 5)
- Marshmello – produzione (traccia 5)
- Robert N. Johnson – assistenza all'ingegneria del suono (traccia 5)
- Manny Marroquin – missaggio (traccia 5)
- The Roommates – produzione (traccia 6)
- Sam Homaee – ingegneria del suono (traccia 6)
- Jonathan Wienner – ingegneria del suono (traccia 6)
- Starsmith – produzione (traccia 7)
- Hampus Lindvall – produzione vocale (tracce 7 e 9), ingegneria vocale (traccia 7), registrazione (traccia 9)
- Steve Mac – produzione (traccia 8)
- Al Shux – produzione aggiuntiva (traccia 8)
- Dann Pursey – ingegneria del suono (traccia 8)
- Chris Laws – ingegneria del suono (traccia 8)
- Mark "Spike" Stent – missaggio (traccia 8)
- The Monsters & Strangerz – produzione (traccia 9)
- Jackson Foote – produzione (traccia 9)
- Tony Maserati – missaggio (traccia 9)
- David "Dsil" Silberstein – coordinazione produzione (traccia 9)
- Jeremy "Jboogs" Levin – coordinazione produzione (traccia 9)
- Christian "CJ" Johnson – coordinazione produzione (traccia 9)
- Gregg "G" Golterman – coordinazione produzione (traccia 9)
- The Struts – produzione (traccia 10)
- Ian Kirkpatrick – produzione, ingegneria del suono (traccia 11)
- Tommy Brown – produzione (traccia 12)
- Mr. Franks – produzione (traccia 12)
- Anton Göransson – produzione aggiuntiva (traccia 12)
- Billy Hicks – registrazione (traccia 12)

## Successo commerciale
Nella classifica giapponese delle vendite fisiche e digitali Poster Girl ha esordito al 169º posto.

## Classifiche

### Classifiche settimanali
| Classifica (2021) | Posizione massima |
| ----------------- | ----------------- |
| Belgio (Fiandre)  | 117               |
| Belgio (Vallonia) | 118               |
| Francia           | 182               |
| Irlanda           | 54                |
| Lituania          | 82                |
| Norvegia          | 11                |
| Paesi Bassi       | 64                |
| Regno Unito       | 12                |
| Spagna            | 59                |
| Stati Uniti       | 170               |
| Svezia            | 3                 |
| Svizzera          | 67                |

### Classifiche di fine anno
| Classifica (2021) | Posizione |
| ----------------- | --------- |
| Svezia            | 30        |